# Prestlings
Prestlings ist ein Weiler und Ortsteil der kreisfreien Stadt Kempten (Allgäu).
1451/53 wurde ein stiftkemptisches Lehen zem Prästel genannt, 1453 folgte auch die Bezeichnung zum Prästel. 1679/1786 tauchte erstmals die Form Prestelins auf, 1793 daraufhin Prestlings.
Der Ort wurde 1818 der Ruralgemeinde Sankt Lorenz angeschlossen und unterlag der Pfarrei Heiligkreuz. Zum 1. Juli 1972 wurde Sankt Lorenz in die Stadt Kempten eingemeindet.